# Küsnacht
Küsnacht és un municipi  suís del cantó de Zúric, al districte de Meilen. Limita al nord amb les comunes de Zollikon i Zumikon, a l'est amb Maur, al sud amb Herrliberg i Erlenbach, i a l'oest amb Thalwil, Rüschlikon i Kilchberg.
El primer esment escrit Cussenacho data del 1188. El 2006 era un dels municipis més rics de Suïssa.